# متوافق التوصيل
الجهاز متوافق التوصيل هو جهاز مصمم بحيث يتوافق مع الإصدارات السابقة من جهاز سابق. ولا يكون نظام الحاسوب الجديد متوافق التوصيل مزودًا فقط بنفس الموصلات وواجهات البروتوكول الخاصة بالأجهزة الطرفية، بل ويرسل أيضًا نفس برنامج وحدة المعالجة المركزية (CPU) المماثلة للنظام القديم. وصانع متوافق التوصيل أوبي سي إم هي شركة تتولى تصنيع مثل هذه المنتجات.
يمكن استخدام المصطلح أيضًا لتحديد معايير استبدال المكونات الأخرى المتاحة من قِبل مصادر متعددة. على سبيل المثال، ربما لا تحتاج مروحة التبريد متوافقة التوصيل لنفس الحجم والشكل، بل أيضًا إلى التوافق الذي يشمل نفس القدرة واستخدام نفس الجهد الكهربائي واستخدام نفس نوع الطاقة والاعتماد على موصل كهربائي قياسي وإعدادات تركيب مماثلة. ويمكن إعادة تجميع بعض الوحدات غير المتوافقة أو تعديلها لتلبية متطلبات التوافق في التوصيل، كما يتم توفير لوح محول من أجل التركيب، أو توفير أداة مختلفة وتعليمات للتركيب، وربما تنعكس هذه التعديلات على قائمة مكونات الصنف الخاصة بهذه المكونات. وتظهر مسائل مماثلة بشأن واجهات نظام الكمبيوتر عندما يرغب المتنافسون في تقديم مسار ترقية سهل.
بشكلٍ عام، صُممت النظم متوافقة التوصيل حيث تمكنت الصناعة أو المعايير الفعلية من تعريف البيئة بدقةٍ، وهناك مجموعة كبيرة مثبتة من الأجهزة التي يمكن أن تستفيد من تحسينات الطرف الثالث. غير أن متوافق التوصيل لا يعني استبدالاً متطابقًا. ومع ذلك، لا شيء يمنع أية شركة من تطوير منتجات متابعة متوافقة مع الإصدارات السابقة من منتجاتها الأولى.
من الأفكار المتكررة في النظم متوافقة التوصيل هي القدرة على أن تكون متوافقة مع الخطأ أيضًا. وهذا معناه أنه إذا كانت هناك مشكلات في برمجية أو واجهة استخدام النظام السابق، فينبغي حينها أن نجد نفس المشكلات (أو محاكاتها) فيما يعقبها من نظم. وخلاف ذلك، يمكن للنظام الجديد أن يتسبب في استخراج نتائج غير متوقعة تقضي على هدف التوافق بالكامل. ومن ثم، من المهم أن يفهم العملاء الفرق بين «الخطأ» و«السمة»، حيث يتم تعريف السمة على أنها تعديل مقصود للنظام السابق (مثلاً، سرعة أكبر ووزن أخف وحزمة أصغر وأجهزة تحكم للمشغل أفضل، وغيرها).

## صانع متوافق التوصيل وآي بي إم
اُستخدم مصطلح صانع متوافق التوصيل أساسًا للإشارة إلى المصنّعين الذين قاموا بإنتاج قطع غيار لأجهزة آي بي إم (IBM) الطرفية وحواسب «آي بي إم» المركزية لاحقًا.
كان المثال الأصلي على حواسب صانع متوافق التوصيل المركزية الحاسوب المركزي أمداهيل 470 الذي كان متوافق التوصيل مع نظام 360 و370 من آي بي إم، الذي كلّف تطويره ملايين الدولارات. ويستطيع عميل آي بي إم فعليًا حذف نظام 360 أو 370 يوم الجمعة، وتركيب أمداهيل 470، وتوصيل نفس الموصلات من الأجهزة الطريقة إلى واجهات استخدام القناة، ويكون لديه الحاسوب المركزي الجديد قيد التشغيل بنفس البرامج ليلة الأحد. ولسوء الحظ، فقد كانت مؤشرات حالة نظام مشغلي النظام الجديد مختلفة؛ حيث قدمت منحنى تعليمي للمشغلين وفنيي الخدمة.
كانت هناك أنظمة مشابهة من كومباركس وفوجيتسو وهيتاشي، كما كانت هناك العديد من الشركات التي تقدم للأقراص، ومنها ميموركس وشركة تكنولوجيا التخزين.